# Pfarrkirche Gerasdorf bei Wien

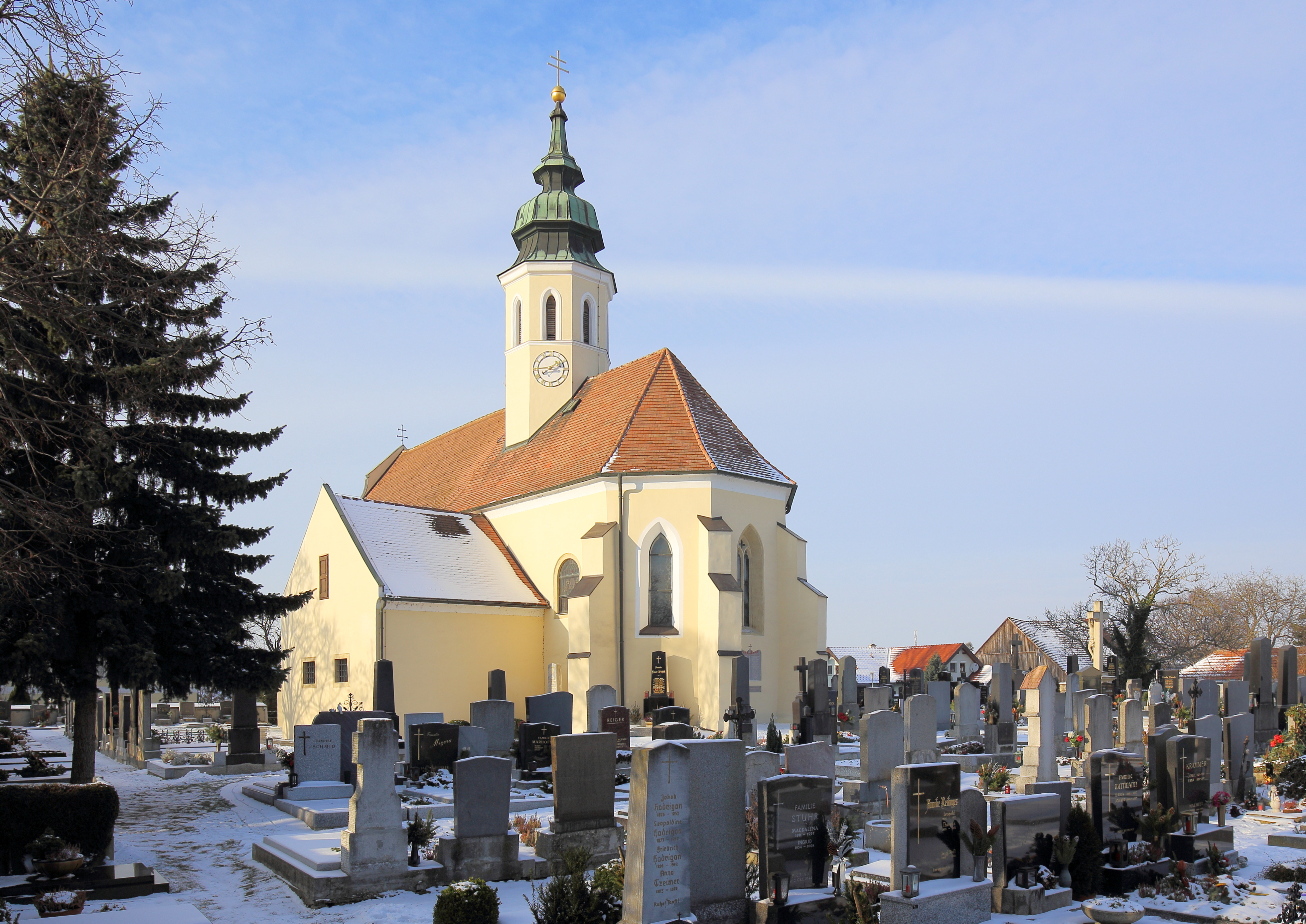
Pfarrkirche Hll. Petrus und Paulus

Die römisch-katholische Pfarrkirche Gerasdorf bei Wien steht im Südosten des Angers in der Gemeinde Gerasdorf bei Wien im Bezirk Korneuburg in Niederösterreich. Sie ist den Heiligen Petrus und Paulus geweiht und gehört zum Dekanat Wolkersdorf im Vikariat Unter dem Manhartsberg der Erzdiözese Wien. Das Bauwerk steht unter Denkmalschutz.

## Lagebeschreibung
Die Kirche steht im Südosten des Angers und ist von Friedhof sowie der ehemaligen Wehrmauer mit Graben umgeben.

## Geschichte
Die gotische Kirche mit Kirchturm an der Ostseite wurde 1429, nach Zerstörung durch die Hussiten wieder aufgebaut. Ende des 17. Jahrhunderts wurde ein asymmetrisches Langhaus unter Beibehaltung der ursprünglichen Südwand errichtet. Außerdem wurde gleichzeitig eine Sakristei südlich an den Chor angebaut. Der Kirchturm wurde nach Kriegszerstörungen im Zweiten Weltkrieg 1953 wiederhergestellt.

## Architektur
Kirchenäußeres

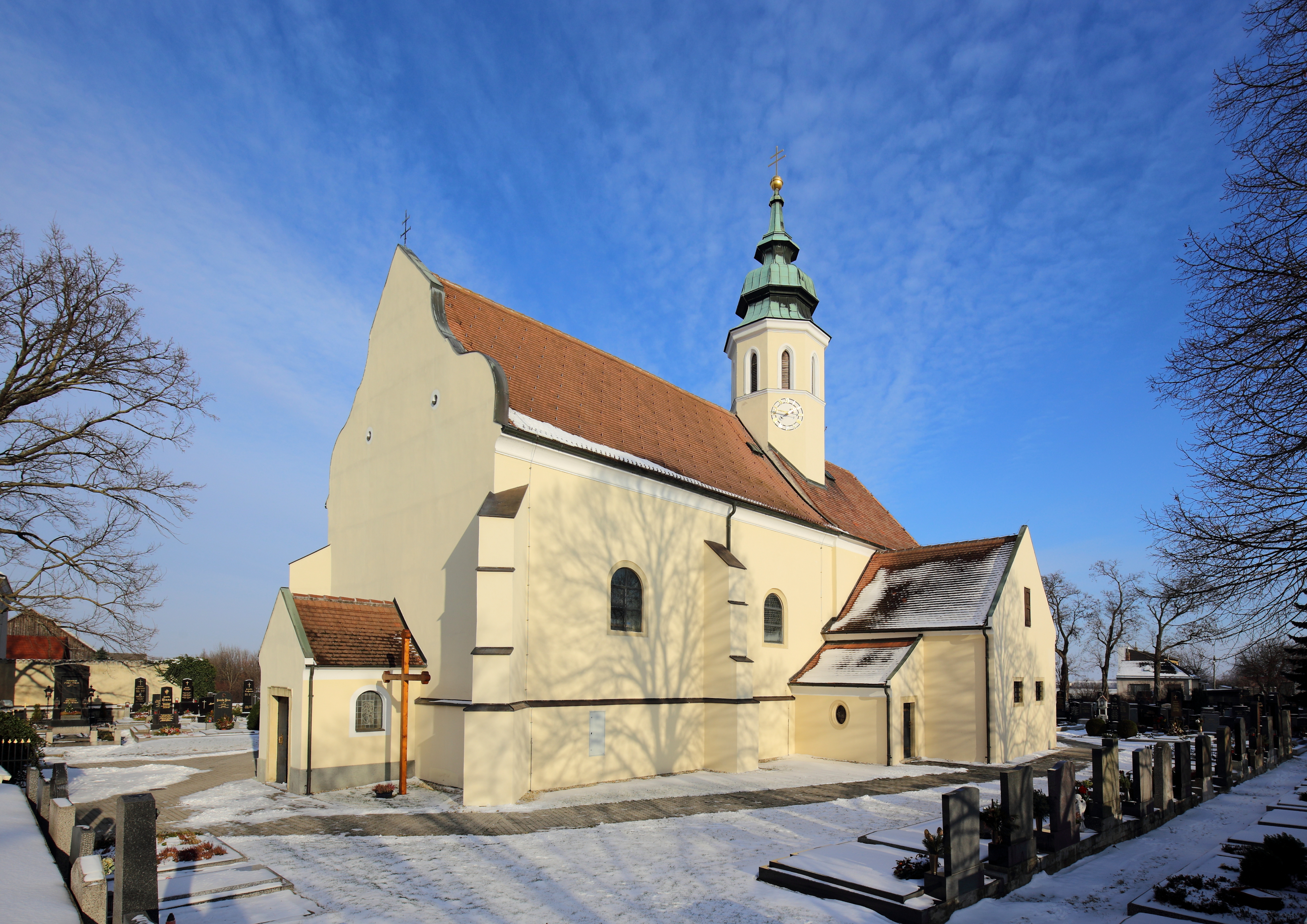
Südwestansicht der Pfarrkirche

Die Kirche hat eine spätgotische Apsis mit 5/8-Schluss. Der Chorraum ist ebenso hoch wie das Kirchenschiff. Der Chor ist durch flach abgetreppte Strebepfeiler gegliedert. Die drei östlichen Fenster am Chorschluss sind gotische Spitzbogenfenster. Das mittlere ist zweibahnig und weist Maßwerk auf. Das nördliche und südliche Fenster sind Rundbogenfenster.
Das Langhaus ist im Kern teilweise spätgotisch. Ursprünglich war das Langschiff genauso breit wie der Chor, wurde jedoch beim Wiederaufbau Ende des 17. Jahrhunderts verbreitert. Die westliche Fassade wird nach oben hin mit einem geschwungenen Giebel abgeschlossen. Seitlich sind abgetreppte Stützpfeiler und Rundbogenfenster. Der Türvorbau mit Rechteckportal wird durch ein Satteldach geschützt. Die Türe ist eine beschlagene Eisentüre mit barockem Dekor. Der Richtung Osten orientierte Turm wurde 1953 nach Kriegsschäden in ursprünglichen Formen wiederhergestellt. Der achteckige Kirchturm mit gotisierenden Schallfenstern wird durch einen Glockenhelm bekrönt. Die Sakristei mit hohem Satteldach tritt querschiffartig hervor. Durch Rechteckfenster mit Steckgittern gelangt Tageslicht in den Sakristeiraum. Im Zwickel von Sakristei und Langhaus ist ein kleiner Vorbau mit Pultdach und Ovalfenstern. In ihr ist eine kleine Kapelle. Ein spätgotisches verstäbtes Portal aus dem 15. Jahrhundert, das heute vermauert ist, wurde im 20. Jahrhundert hierher versetzt.
Kircheninneres
Die quadratische Vorhalle ist platzlgewölbt. Das Glasfenster stammt aus dem dritten Viertel des 20. Jahrhunderts und zeigt die Verkündigung Mariens in spätgotischen Stilformen.
Das Langhaus ist tonnengewölbt mit durchlaufenden Stichkappen. Die dreiteilige Orgelemporen ruht auf Berliner Kappen. Der leicht erhöhte Chor steht schräg zum Langhaus. Die einjochige Apsis endet in einem 5/8-Schluss. Über dem Chor ist kreuzrippengewölbt. Das Sakramentshaus steht in einer gotischen Rechtecknische. Die Glasfenster im Langhaus wurden 1908 gefertigt.

## Ausstattung
Die Ausstattung ist spätbarock. Der Hochaltar ist ein Säulenaufbau mit Volutengiebel aus der Zeit um 1780. Das Altarblatt zeigt den „Abschied der Heiligen Petrus und Paulus“. Das Bild, das um 1800 entstand, stammt aus der Schule von Heinrich Friedrich Füger. Das Bild wird von zwei Figuren, die den heiligen Evangelist Johannes und den heiligen Jakobus der Ältere darstellen, begleitet.
Die beiden Seitenaltäre sind gleich aufgebaut und stammen aus dem zweiten Drittel des 18. Jahrhunderts. Die Altarblätter stammen von Vinzenz Fischer. Auf der linken Seite ist die Heilige Familie über einem barocken Tabernakel dargestellt. Das rechte Altarblatt zeigt die Kreuzigung Jesu. Im Oberbild ist das Herz Jesu dargestellt. Die barocke Kanzel trägt Reliefkartuschen der Heiligen Petrus und Paulus sowie Mariä Verkündigung. Unter dem Schalldeckel ist ein Medaillon des heiligen Sebastians. Die geschnitzte Pietà in der Seitenkapelle stammt aus der Mitte des 17. Jahrhunderts. Im Fußboden ist eine Grabplatte für Pfarrer Konrad Popp († 1738) eingelassen.
Die Orgel aus dem Jahr 1979 stammt von Rieger Orgelbau.